# RWBY
RWBY («Руби», сокращенно от Red, White, Black, Yellow) — американский веб-сериал и медиафраншиза, созданная Монти Оумом для Rooster Teeth. События шоу происходят в вымышленном мире Ремнант (англ. Remnant, «Остаток») — футуристическом мире с летающими машинами, гаджетами, высокотехнологичным оружием и формой природной энергии, называемой Пыль/ Прах (англ. Dust).
Первая серия была выпущена на сайте Rooster Teeth 18 июля 2013 года, следом после эксклюзивного показа на мероприятии RTX. Второй сезон стартовал 4 июля 2014 года на RTX и 24 июля для основной публики на сайте. 1 февраля 2015 года Монти Оум скончался после пребывания в состоянии комы, вызванной аллергической реакцией на медицинские препараты. Однако это не повлияло на дальнейший выход сериала, и премьера третьего сезона состоялась в 2015 году, как и планировалось. Показ третьего сезона начался 24 октября 2015 года.
Премьера четвёртого сезона состоялась 22 октября 2016 года. Для его производства была изменена программа для создания анимации, что привело к обновлению визуального стиля с новым дизайном персонажей. Выход пятого сезона был анонсирован 23 января 2017 года, премьера состоялась 14 октября. Премьера шестого сезона состоялась 18 августа 2018. Седьмой сезон сериала стартовал 2 ноября 2019 года. 3 октября 2019 года Rooster Teeth анонсировали восьмой и девятый том, премьеры которых состоялись 7 ноября 2020 года и 18 февраля 2023 года соответственно.
Rooster Teeth также выпустили видеоигру RWBY: Grimm Eclipse и спин-офф шоу RWBY Chibi в 2016 году.

## Создание
Мое видение шоу состояло в том, чтобы представить двухмерный, мультяшный вид, но со всей глубиной и сложностью 3D-анимации. Я хотел иметь возможность свободно перемещать камеры и персонажей, сохраняя при этом суть плоского, линейного вида традиционного аниме.

— Монти Оум, 2013
RWBY был давней концепцией Оума в течение многих лет, прежде чем она начала развиваться. Ближе к концу своей работы над десятым сезоном Rooster Teeth’s Red vs. Blue он разработал цветовую кодировку имен персонажей и их дизайна в качестве фишки сериала. Во время производства десятого сезона Red vs. Blue Оум спросил создателя сериала Барни Бёрнса может ли он спродюсировать RWBY после завершения этого сезона. Бёрнс, обеспокоенный производственным графиком, сказал Оуму: «Если ты закончишь десятый сезон, ты сможешь делать все, что захочешь». Производство RWBY началось, как и предполагалось: первый трейлер был создан в течение двух недель, а его премьера состоялась 5 ноября 2012 года после титров финала десятого сезона сериала Red vs. Blue.
Оум разработал персонажей с помощью художницы Эйн Ли, используя дизайн, вдохновленный классическими сказочными персонажами. Имена персонажей имеют ту же букву и значение, что и цвет (например, «Weiss Schnee» переводится как «белоснежный» на немецком языке). Сериал был написан Оумом вместе с другими сотрудниками Rooster Teeth Майлзом Луной и Керри Шоукроссом. Сначала Оум был обеспокоен сюжетом о девушках, который писала преимущественно мужская команда, однако, он сказал, что им удалось хорошо развить женских персонажей. Что касается дизайна, Оум хотел «представить двухмерный, мультяшный вид, но со всей глубиной и сложностью 3D-анимации». Сезоны с первого по третий были анимированы внутренней командой аниматоров Rooster Teeth с использованием программного обеспечения Smith Micro Poser из ресурсов, созданных на Autodesk Maya. Начиная с четвертого сезона, эпизоды анимируются в Maya. Музыка сериала написана Джеффом Уильямсом, ранее написавшим саундтреки к 8-10 сезонам сериала Red vs Blue, и включает вокал дочери Уильямса, Кейси Ли Уильямс.

## Сюжет
Сериал повествует о четырёх девушках, Руби Роуз (англ. Ruby Rose), Вайсс Шни (англ. Weiss Schnee), Блейк Белладонна (англ. Blake Belladonna) и Ян Сяо Лонг (англ. Yang Xiao Long) — старшей единокровной сестры Руби по отцу. Каждая из которых обладает своими особыми способностями и оружием. Они вместе становятся студентами Академии Бикон (англ. Beacon Academy) одной из академий охотников, где тренируют и обучают, как стать охотником (англ. Huntsman) или охотницей (англ. Huntress) — независимыми лицензированными борцами против созданий Гримм (англ. Creatures of Grimm).

## Персонажи
| Персонаж                      | Озвучка                                                 | 1 том            | 2 том            | 3 том            | 4 том            | 5 том            | 6 том            | 7 том            | 8 том            |
| ----------------------------- | ------------------------------------------------------- | ---------------- | ---------------- | ---------------- | ---------------- | ---------------- | ---------------- | ---------------- | ---------------- |
| Руби Роуз                     | Линдси Джонс                                            | Главный персонаж | Главный персонаж | Главный персонаж | Главный персонаж | Главный персонаж | Главный персонаж | Главный персонаж | Главный персонаж |
| Вайсс Шни                     | Кара Эребл                                              | Главный персонаж | Главный персонаж | Главный персонаж | Главный персонаж | Главный персонаж | Главный персонаж | Главный персонаж | Главный персонаж |
| Блейк Белладонна              | Эррин Зех                                               | Главный персонаж | Главный персонаж | Главный персонаж | Главный персонаж | Главный персонаж | Главный персонаж | Главный персонаж | Главный персонаж |
| Янг Сяо Лун                   | Барбара Данкельман                                      | Главный персонаж | Главный персонаж | Главный персонаж | Главный персонаж | Главный персонаж | Главный персонаж | Главный персонаж | Главный персонаж |
| Жан Арк                       | Майлз Луна                                              | Главный персонаж | Главный персонаж | Главный персонаж | Главный персонаж | Главный персонаж | Главный персонаж | Главный персонаж | Главный персонаж |
| Нора Валькери                 | Саманта Айрленд                                         | Главный персонаж | Главный персонаж | Главный персонаж | Главный персонаж | Главный персонаж | Главный персонаж | Главный персонаж | Главный персонаж |
| Пирра Никос                   | Жин Браун                                               | Главный персонаж | Главный персонаж | Главный персонаж | Участие          | Не появляется    | Не появляется    | Не появляется    | Не появляется    |
| Лай Рен                       | Монти Оум (1—2 тома) Нит Оум (с 3-го тома)              | Главный персонаж | Главный персонаж | Главный персонаж | Главный персонаж | Главный персонаж | Главный персонаж | Главный персонаж | Главный персонаж |
| Профессор Озпин               | Шеннон Маккормик                                        | Участие          | Участие          | Главный персонаж | Главный персонаж | Главный персонаж | Главный персонаж | Главный персонаж | Главный персонаж |
| Синдер Фолл                   | Джессика Нигри                                          | Участие          | Участие          | Главный персонаж | Участие          | Участие          | Участие          | Участие          | Участие          |
| Кроу Бранвен                  | Вик Миньона (3-6 томы) Джейсон Либрехт (c 7-го тома)    | Не появляется    | Не появляется    | Главный персонаж | Главный персонаж | Главный персонаж | Главный персонаж | Главный персонаж | Главный персонаж |
| Оскар Пайн                    | Аарон Дисмук                                            | Не появляется    | Не появляется    | Не появляется    | Главный персонаж | Главный персонаж | Главный персонаж | Главный персонаж | Главный персонаж |
| Рейвен Бранвен                | Анна Халлум                                             | Не появляется    | Участие          | Не появляется    | Участие          | Главный персонаж | Не появляется    | Не появляется    | Не появляется    |
| Мария Калавера                | Мелисса Стерненберг                                     | Не появляется    | Не появляется    | Не появляется    | Не появляется    | Не появляется    | Главный персонаж | Участие          | Участие          |
| Пенни Полендина               | Тейлор Макни                                            | Участие          | Участие          | Участие          | Не появляется    | Не появляется    | Не появляется    | Главный персонаж | Главный персонаж |
| Джеймс Айронвуд               | Джейсон Роуз                                            | Не появляется    | Участие          | Участие          | Участие          | Не появляется    | Не появляется    | Главный персонаж | Главный персонаж |
| Сан Вукон                     | Майкл Джонс                                             | Участие          | Участие          | Участие          | Участие          | Участие          | Участие          | Не появляется    | Участие          |
| Глинда Гудвич                 | Кейтлин Зуел                                            | Участие          | Участие          | Участие          | Не появляется    | Не появляется    | Не появляется    | Не появляется    | Не озвучена      |
| Роман Торчвик                 | Грей Хеддок                                             | Участие          | Участие          | Участие          | Не появляется    | Не появляется    | Не появляется    | Не появляется    | Не появляется    |
| Питер Порт                    | Райан Хейвуд                                            | Участие          | Участие          | Участие          | Участие          | Не появляется    | Не появляется    | Не появляется    | Не появляется    |
| Бартоломьё Ублек              | Джоэл Хейман                                            | Участие          | Участие          | Участие          | Участие          | Не появляется    | Не появляется    | Не появляется    | Не появляется    |
| Эмеральд Сустрай              | Кетти Ньювайл                                           | Не озвучена      | Участие          | Участие          | Участие          | Участие          | Участие          | Не появляется    | Участие          |
| Меркурий Блэк                 | Джей-Джей Кастилло (2 том) Юрий Ловенталь (с 3-го тома) | Не озвучен       | Участие          | Участие          | Не озвучен       | Участие          | Участие          | Не появляется    | Участие          |
| Салем/Таинственный рассказчик | Джен Тейлор                                             | Озвучка          | Не появляется    | Участие          | Участие          | Участие          | Участие          | Участие          | Участие          |
| Адам Таурус                   | Гаррет Хантер                                           | Не появляется    | Участие          | Участие          | Не озвучен       | Участие          | Участие          | Не появляется    | Не появляется    |
| Нептун Василиас               | Керри Шоукросс                                          | Не появляется    | Участие          | Участие          | Не появляется    | Не появляется    | Участие          | Не появляется    | Не озвучен       |
| Неополитан                    | Отсутствует                                             | Не появляется    | Не озвучена      | Не озвучена      | Не появляется    | Не появляется    | Не озвучена      | Не озвучена      | Не озвучена      |
| Винтер Шни                    | Элизабет Максвелл                                       | Не появляется    | Не появляется    | Участие          | Не появляется    | Не появляется    | Не появляется    | Участие          | Участие          |
| Тайан Сяо Лун                 | Барни Бёрнс                                             | Не появляется    | Не появляется    | Участие          | Участие          | Участие          | Не появляется    | Не появляется    | Участие          |
| Жак Шни                       | Джейсон Дуглас                                          | Не появляется    | Не появляется    | Не озвучен       | Участие          | Не появляется    | Не появляется    | Участие          | Участие          |
| Артур Уаттс                   | Кристофер Сабат                                         | Не появляется    | Не появляется    | Не появляется    | Участие          | Участие          | Участие          | Участие          | Участие          |
| Тириан Каллоус                | Джош Грель                                              | Не появляется    | Не появляется    | Не появляется    | Участие          | Участие          | Участие          | Участие          | Участие          |
| Хейзел Рейнарт                | Уильям Орендорф                                         | Не появляется    | Не появляется    | Не появляется    | Участие          | Участие          | Участие          | Не появляется    | Участие          |
| Илия Амитола                  | Черами Ли Кьюн                                          | Не появляется    | Не появляется    | Не появляется    | Участие          | Участие          | Участие          | Не появляется    | Не озвучена      |
| Робин Хилл                    | Кристина Ви                                             | Не появляется    | Не появляется    | Не появляется    | Не появляется    | Не появляется    | Не появляется    | Участие          | Участие          |
| Пьетро Полендина              | Дейв Фенной                                             | Не появляется    | Не появляется    | Не появляется    | Не появляется    | Не появляется    | Не появляется    | Участие          | Участие          |

## Команды
На этапе обучения охотников группируют по четыре человека, чтобы за время обучения они смогли наладить длительные узы и поддержку внутри команды. Названия команд являются акронимами от первых букв имён участников команд. Руби, Вайс, Блейк и Янг формируют команду RWBY (произносится как «Ruby»). Также были показаны ещё несколько команд, обучающихся вместе с ними и другими не названными командами — JNPR («Juniper»), CRDL («Cardinal»), CFVY («Coffee»), а также ряд команд из других академий — SSSN («Sun»), ABRN («Aubern») из академии Хэйвен (англ. Haven Academy), BRNZ («Bronze»), NDGO («Indigo») из академии Шэйд (англ. Shade Academy), FNKI из академии Атлас англ. Atlas Academy. Кроме того, существует ряд команд, которые на текущий момент не названы в сериале, например, команда Пенни, а также команды выпускников академий и переформированных команд. Самой известной командой выпускников является команда STRQ («Stark»), участниками которой были — Саммер Роуз (лидер команды), Тайянг Шао Лонг, Рейвен Бранвен и Кроу Бранвен.

## География
Ремнант состоит из трех континентов — Санус (англ. Sanus), Анима (англ. Anima) и Солитас (англ. Solitas). Между Санусом и Анимой располагается небольшой остров Вайтл (англ. Vital), а южнее Мистраля суша под названием Менаджери (англ. Menagerie), населенная по большей части фавнами. Также на карте присутствует неназванный континент в форме дракона. Территории Ремнанта разделяют четыре королевства — Вэйл (англ. Vale) в центральной части континента Санус, Вакуо (англ. Vacuo) на западе континента Санус, Мистрал (англ. Mistral) на севере на континенте Анима и Атлас (англ. Atlas) на востоке на континенте Солитас. Каждое королевство обладает собственной выделяющейся культурой. В каждом из королевств имеется собственная Академия Охотников — Академия Бикон в королевстве Вэйле, Академия Шэйд в королевстве Вакуо, Академия Хэйвен в королевстве Мистрал и Академия Атлас в королевстве Атлас. Также ранее существовало королевство Мантл (англ. Mantle), но в ходе последствий событий Великой войны оно прекратило своё существование.

## Музыка
Музыку к сериалу была написана композиторами Джеффом Уильямсом, Алексом Абрахамом и Джеймсом Ландино, а песни были исполнены Джеффом Уильямсом и его дочерью Кейси Ли Уильямс.

### Volume 1 Soundtrack
Официальный саундтрек к первому тому сериала был издан Джеффом Уильямсом 12 ноября 2013 года. Он включает в себя песни использованные в трейлерах, заставку к эпизодам, а также закадровую музыку к каждому эпизоду. Саундтрек также содержит не выпущенные песни, такие как «I May Fall» и «Wings». Однако, эти песни отрывками играли в конце различных эпизодов.
Первый том занял первое место в чарте iTunes сместив саундтрек к фильму Голодные игры: И вспыхнет пламя. Саундтрек достиг 22 места в чарте Billboard́s Top Rock Albums charts.
| №                   | Название                                                            | Автор(ы)                                      | Длительность |
| ------------------- | ------------------------------------------------------------------- | --------------------------------------------- | ------------ |
| 1.                  | «This Will Be the Day» (feat. Casey Lee Williams)                   | Jeff Williams                                 | 3:08         |
| 2.                  | «Red Like Roses (Red Trailer)» (feat. Casey Lee Williams)           | Jeff Williams                                 | 3:12         |
| 3.                  | «Mirror Mirror (White Trailer)» (feat. Casey Lee Williams)          | Jeff Williams                                 | 2:54         |
| 4.                  | «From Shadows (Black Trailer)» (feat. Casey Lee Williams)           | Jeff Williams                                 | 4:48         |
| 5.                  | «I Burn (Yellow Trailer)» (feat. Casey Lee Williams)                | Jeff Williams                                 | 5:30         |
| 6.                  | «Gold» (feat. Casey Lee Williams)                                   | Jeff Williams                                 | 4:02         |
| 7.                  | «I Burn» (feat. Casey Lee Williams & Lamar Hall)                    | Jeff Williams                                 | 3:11         |
| 8.                  | «I May Fall» (feat. Casey Lee Williams)                             | Jeff Williams                                 | 4:03         |
| 9.                  | «Red Like Roses – Part II» (feat. Casey Lee Williams & Sandy Casey) | Jeff Williams                                 | 4:02         |
| 10.                 | «I Burn Remix» (feat. Casey Lee Williams)                           | Jeff Williams                                 | 3:07         |
| 11.                 | «From Shadows» (feat. Casey Lee Williams)                           | Jeff Williams                                 | 5:21         |
| 12.                 | «Wings» (feat. Casey Lee Williams)                                  | Jeff Williams                                 | 5:11         |
| 13.                 | «EP 1 Score – Ruby Rose»                                            | Jeff Williams                                 | 8:37         |
| 14.                 | «EP 2 Score – The Shining Beacon, Pt. 1»                            | Jeff Williams                                 | 3:31         |
| 15.                 | «EP 3 Score – The Shining Beacon, Pt. 2»                            | Jeff Williams                                 | 4:39         |
| 16.                 | «EP 4 Score – The First Step, Pt. 1»                                | Jeff Williams                                 | 2:59         |
| 17.                 | «EP 5 Score – The First Step, Pt. 2»                                | Jeff Williams & Steve Goldshein               | 2:36         |
| 18.                 | «EP 6 Score – The Emerald Forest, Pt. 1»                            | Jeff Williams & Steve Goldshein               | 4:24         |
| 19.                 | «EP 7 Score – The Emerald Forest, Pt. 2»                            | Jeff Williams                                 | 3:01         |
| 20.                 | «EP 8 Score – Players and Pieces»                                   | Jeff Williams & Alex Abraham                  | 7:25         |
| 21.                 | «EP 9 Score – The Badge and the Burden, Pt. 1»                      | Jeff Williams & Alex Abraham                  | 3:02         |
| 22.                 | «EP 10 Score – The Badge and the Burden, Pt. 2»                     | Jeff Williams & Alex Abraham                  | 2:36         |
| 23.                 | «EP 11 Score – Jaunedice, Pt. 1»                                    | Jeff Williams & Steve Goldshein               | 1:26         |
| 24.                 | «EP 12 Score – Jaunedice, Pt. 2»                                    | Jeff Williams & Steve Goldshein               | 6:05         |
| 25.                 | «EP 13 Score – Forever Fall, Pt. 1»                                 | Jeff Williams & Alex Abraham                  | 2:34         |
| 26.                 | «EP 14 Score – Forever Fall, Pt. 2»                                 | Jeff Williams & Steve Goldshein               | 4:59         |
| 27.                 | «EP 15 Score – The Stray»                                           | Jeff Williams & Alex Abraham                  | 6:55         |
| 28.                 | «EP 16 Score – Black and White»                                     | Steve Goldshein, Alex Abraham & Jeff Williams | 11:07        |
| Общая длительность: | Общая длительность:                                                 | Общая длительность:                           | 2:04:24      |

### Начальные темы
- «This Will Be the Day» (том 1) исполнена Кейси Ли Уильямс
- «Time to Say Goodbye» (том 2) исполнена Кейси Ли Уильямс
- «When It Falls» (том 3) исполнена Кейси Ли Уильямс
- «Let’s Just Live» (том 4) исполнена Кейси Ли Уильямс
- «The Triumph» (том 5) исполнена Кейси Ли Уильямс
- «Rising» (том 6) исполнена Кейси Ли Уильямс
- «Trust Love» (том 7) исполнена Кейси Ли Уильямс
- «For Every Life» (том 8) исполнена Кейси Ли Уильямс.
- «Inside» (том 9) исполнена Кейси Ли Уильямс.